# Death from Above 1979
Death from Above 1979 är en kanadensisk indierockduo från Toronto som består av Jesse F. Keeler och Sebastien Grainger. Keelers karaktäristiska distade bassound och Graingers energiska trumslagande ger bandet ett sound som lutade åt danspunk-hållet. Bandet hann släppa två EP och ett studioalbum som sålde guld i Kanada, innan splittrandet tillkännagavs av Keeler den 4 augusti 2006 på den officiella hemsidan. Orsaken ska enligt Keelers meddelande på hemsidan ha varit att de båda under de tre åren av turnerande växt ifrån varandra till den grad att de bara pratade med varandra innan spelningar och under intervjuer. Efter splittringen arbetar de båda på nya projekt. Keeler arbetar tillsammans med producenten Al-P under namnet MSTRKRFT, medan Grainger arbetar med ett soloalbum tillsammans med sitt band, The Mountains. 
Gruppen skulle återförenas på Coachella-festivalen 2011, men uppträdde innan det på SXSW. Bandet kan numera dock anses som återförenat i och med släppet av skivan The Physical World 2014.

## Diskografi

### Studioalbum
- 2005 – You're A Woman, I'm A Machine
- 2014 – The Physical World
- 2017 – Outrage! Is Now
- 2021 – Is 4 Lovers

### EP-skivor
- 2002 – Heads Up! (EP)
- 2004 – Romantic Rights (EP)

### Remixalbum
- 2005 – Romance Bloody Romance: Remixes & B-Sides